# Werner Holmberg
Gustav Werner Holmberg (Helsinki, 1830 – Düsseldorf, 1860) è stato un pittore finlandese.
Allievo dell'accademia di Düsseldorf, fu abile paesaggista.

## Galleria d'immagini

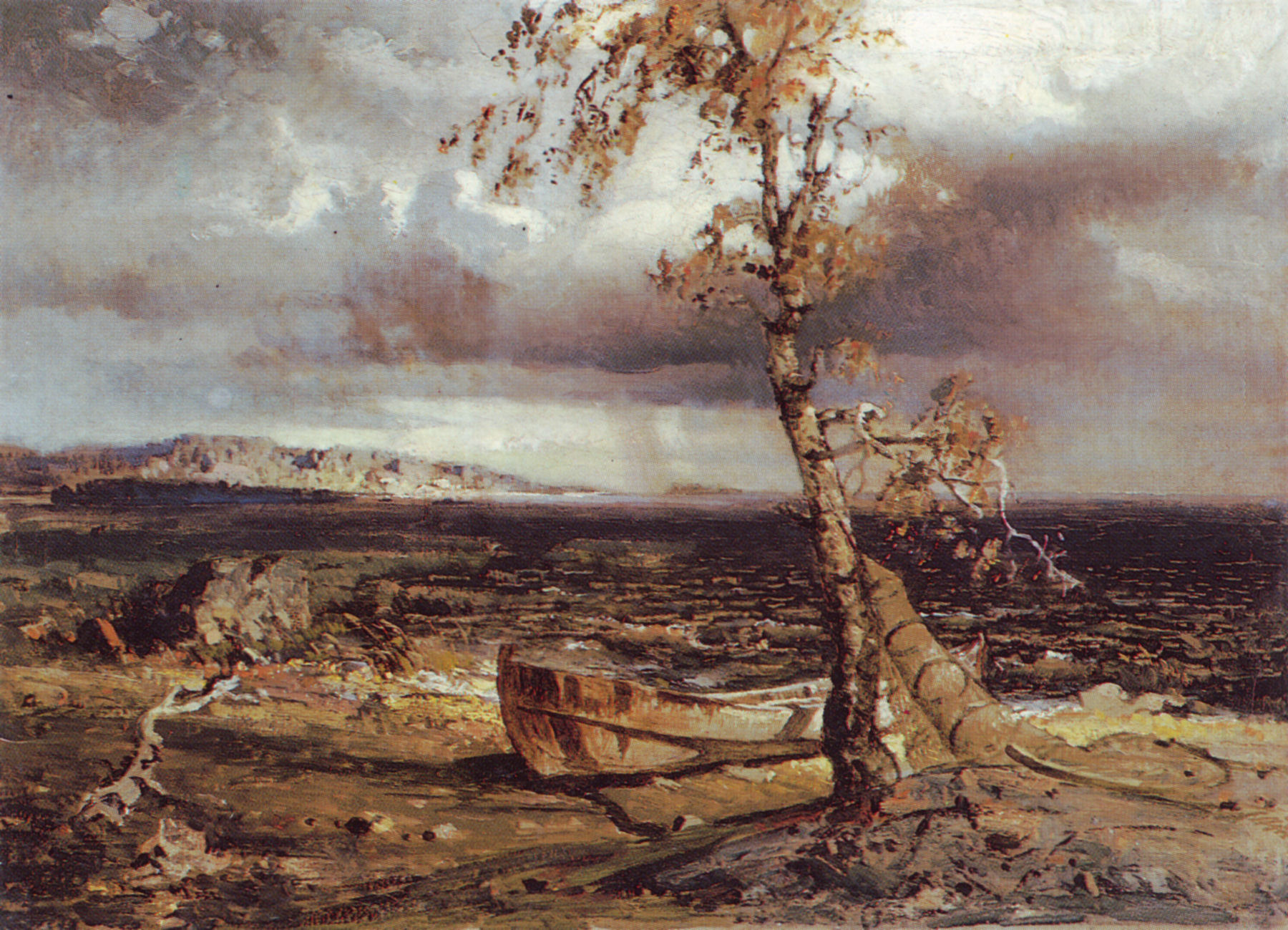
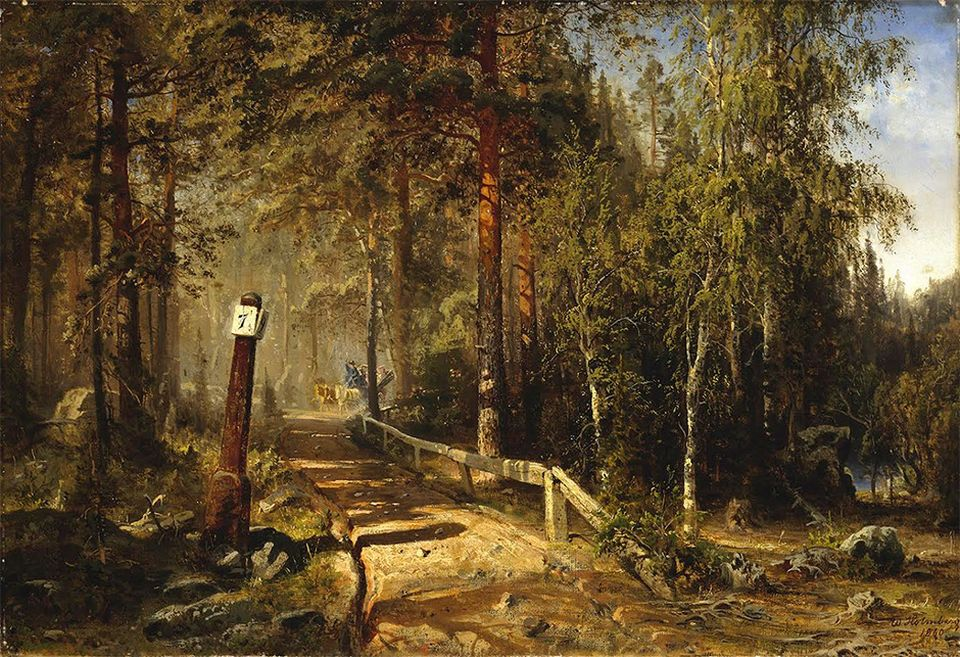